# Protagonista

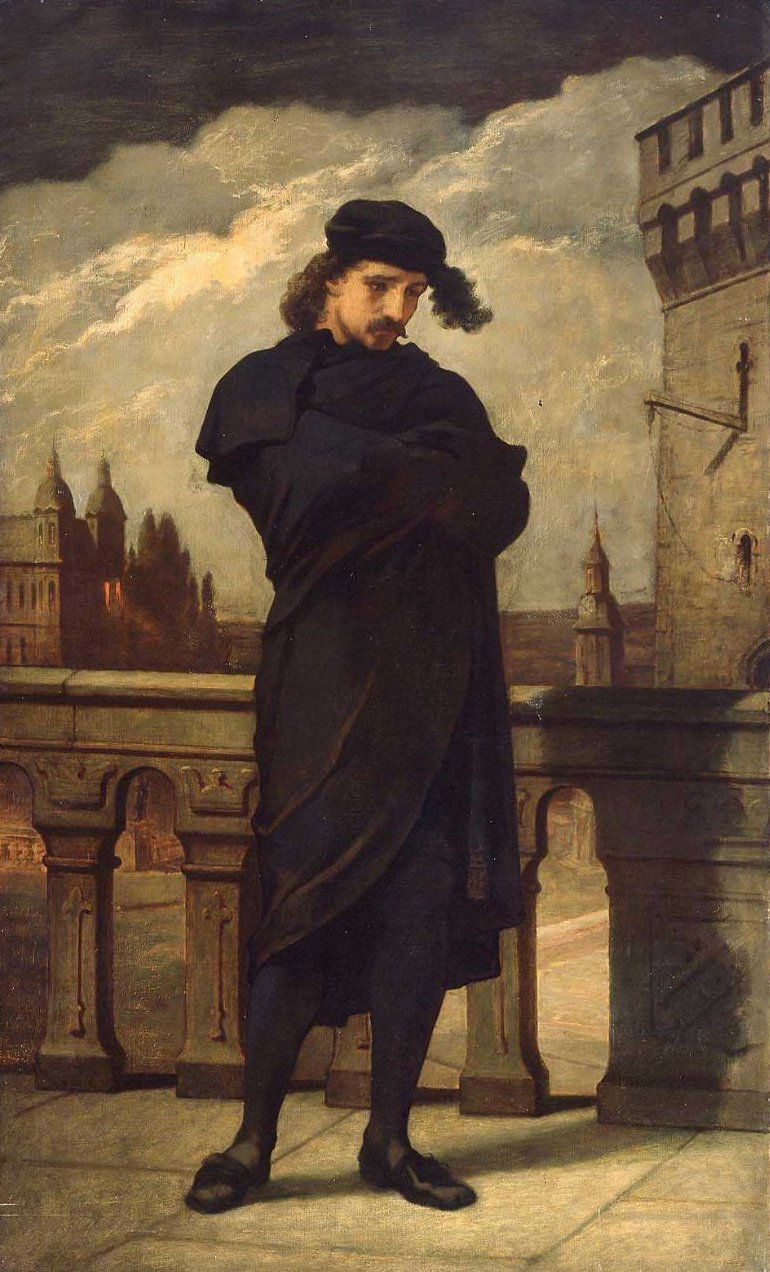
Hamlet, príncep de Dinamarca de Shakespeare. William Morris Hunt, oli sobre tela, c. 1864

Un protagonista (del grec antic πρωταγωνιστής prōtagōnistḗs, un que interpreta el primer paper, actor principal) és el personatge principal d'una història. El protagonista pren decisions clau que afecten la trama, influeixen principalment en la història i la fan avançar, i sovint és el personatge que s'enfronta als obstacles més significatius. Si una història conté una subtrama, o és una narració formada per diverses històries, aleshores cada subtrama pot tenir el seu propi protagonista. El terme protagonista del grac antic prové del grec antic πρωταγωνιστής prōtagōnistḗs, un que interpreta el primer paper o principal), combinat de πρῶτος (prôtos, 'primer') i ἀγωνιστής (agōnistḗs, 'actor, competidor'), que prové de ἀγών (agṓn, 'competició') via ἀγωνίζομαι (agōnízomai, 'competir').
El protagonista és el personatge el destí del qual és seguit més de prop pel lector o el públic, i a qui s'oposa l'antagonista. L'antagonista posa obstacles i complicacions i crea conflictes que posen a prova el protagonista, revelant els punts forts i febles del personatge del protagonista i fent que el protagonista es desenvolupi com a resultat.

## Antiga Grècia
Els primers exemples coneguts d'un protagonista es troben a l'antiga Grècia. Al principi, les actuacions dramàtiques consistien només en ballar i recitar per part del cor. A continuació, a Poètica, Aristòtil descriu com un poeta anomenat Tespis va introduir la idea d'un actor sortint i dialogant amb el cor. Aquesta va ser la invenció de la tragèdia, i es va produir cap al 536 aC. Aleshores el poeta Èsquil, en les seves obres, va presentar un segon actor, inventant la idea del diàleg entre dos personatges. Aleshores Sòfocles va escriure obres de teatre que incloïen un tercer actor.
Una descripció de l'origen del protagonista va citar que durant el període inicial del drama grec, el protagonista exercia d'autor, director i actor i que aquests papers només es van separar i assignar a diferents individus més tard. També s'afirma que el poeta no assignava ni creava el protagonista, així com altres termes per a actors com deuteragonista (segon personatge) i tritagonista (tercer personatge), principalment perquè només donava als actors el paper corresponent. No obstant això, aquests actors tenien assignades les seves àrees específiques a l'escenari amb el protagonista entrant sempre per la porta del mig o que l'habitatge del deuteragonista havia d'estar a la mà dreta, i el tritagonista, a l'esquerra.
A l'Antiga Grècia, el protagonista es distingeix del terme "heroi", que s'utilitzava per referir-se a un humà que es convertia en un ésser semidiví a la narració.

## Tipus

### Heroina/Heroïna
En termes literaris, un heroi (masculí) o una heroïna (femení) protagonista sol ser admirat pels seus assoliments i qualitats nobles. Els herois són elogiats per la seva força, coratge, virtuositat i honor, i es consideren els "bons" de la narració.
Alguns exemples inclouen Superman (heroi) de DC Comics i Katniss Everdeen d'Els jocs de la fam (heroïna).

### Antiheroi
Un antiheroi o antiheroïna és un personatge principal d'una història que no té qualitats heroiques convencionals i atributs com l'idealisme, el coratge i la moralitat.
Alguns exemples inclouen Holden Caulfield d'El vigilant en el camp de sègol, Scarlett O'Hara d'Allò que el vent s'endugué i Jay Gatsby d'El gran Gatsby.

### Heroi tràgic
Un heroi tràgic és el protagonista d'una tragèdia.
Alguns exemples inclouen Èdip d'Èdip Rei i el príncep Hamlet de Hamlet de Shakespeare.

### Protagonista malvat
El protagonista no sempre és convencionalment bo. En contrast amb l'heroi protagonista, un protagonista dolent és un protagonista que és un dolent, impulsant la història, independentment de les qualitats malignes que tingui el personatge principal. Aquests trets poden incloure ser cruel, maliciós i malvat.
Alguns exemples inclouen Humbert Humbert a Lolita de Vladimir Nabokov i Ricard III a l'obra homònima de William Shakespeare.

### Protagonista de suport
Quan apareix un protagonista secundari, la història s'explica des de la perspectiva d'un personatge que sembla menor. Aquest personatge pot ser més perifèric dels esdeveniments de la història i no estar tan implicat dins de l'"acció principal" de la trama. El protagonista secundari pot estar explicant la història mentre veu un altre personatge com la influència principal de la trama.
Alguns exemples inclouen Nick d'El gran Gatsby i Bilbo Saquet d'El hòbbit.

## Més exemples
Es pot considerar que l'obra d'Eurípides Hipòlit té dos protagonistes, encara que per torns. Fedra és la protagonista de la primera part, que mor a mitja obra. El seu fillastre, el titular Hipòlit, assumeix el paper dominant a la segona meitat de l'obra.
A l'obra de Henrik Ibsen Solness el constructor, el protagonista és l'arquitecte Halvard Solness. La jove, Hilda Wangel, les accions de la qual van provocar la mort de Solness, n'és l'antagonista.
A l'obra de Shakespeare Romeu i Julieta, Romeu és el protagonista. Està activament en la recerca de la seva relació amb Julieta, i el públic s'involucra en aquesta història. Tybalt, com a antagonista, s'oposa a Romeu i intenta frustrar la seva relació.
A l'obra de Shakespeare Hamlet, el príncep Hamlet, que busca venjança per l'assassinat del seu pare, és el protagonista. L'antagonista és el personatge que més s'oposa a Hamlet, Claudi (tot i que, en molts aspectes, Hamlet és el seu propi antagonista).
De vegades, una obra té un fals protagonista, que pot semblar que és el protagonista, però després pot desaparèixer inesperadament. El personatge Marion de la pel·lícula Psicosi (1960) d'Alfred Hitchcock n'és un exemple.
Una novel·la pot contenir una sèrie de narracions, cadascuna amb el seu propi protagonista. El primer cercle d'Alexandre Soljenitsyn, per exemple, representa una varietat de personatges empresonats i vivint en un campament en un gulag. Guerra i pau de Lev Tolstoi representa quinze personatges principals implicats o afectats per una guerra.
Tot i que moltes persones equiparen els protagonistes amb el terme heroi i posseeixen qualitats heroiques, no és necessari, ja que fins i tot els personatges dolents poden ser protagonistes. Per exemple , Michael Corleone de la sèrie de pel·lícules El padrí (1972–1990).
En alguns casos, el protagonista no és un humà: a la novel·la Watership Down de Richard Adams, un grup de conills antropomorfitzats, liderats per la protagonista Hazel, escapen de la seva llar després de veure una visió de la seva destrucció, iniciant un perillós viatge per trobar una nova casa.